# جری ورنو
جری ورنو (انگلیسی: Jerry Verno؛ ۲۶ ژوئیهٔ ۱۸۹۵ – ۲۹ ژوئن ۱۹۷۵) یک هنرپیشه اهل بریتانیا بود. 
از فیلم‌ها یا برنامه‌های تلویزیونی که وی در آن نقش داشته است می‌توان به ۳۹ پله اشاره کرد.